# Danzig III: How the Gods Kill
Danzig III: How the Gods Kill ist das dritte Studioalbum der US-amerikanischen Heavy-Metal-Band Danzig. Es ist das Album der Band, das die höchsten Chartpositionen erreichte.

## Entstehung und Stil
Bei Danzig III: How the Gods Kill übernahm Glenn Danzig die Produktion erstmals selbst, Rick Rubin, der die Vorgängeralben produziert hatte, rückte in die Rolle eines „Executive Producers“, der mehr im Hintergrund blieb. Heart of the Devil wurde als einer der ersten Titel fertiggestellt und 1991 auf der Lucifuge-Tour in Europa live gespielt. Ende 1991 wurden Bodies und Do You Wear the Mark geschrieben. Eigentlich sollte auch Blues-Legende Willie Dixon auf dem Album zu hören sein. Er hatte bereits zugesagt, verstarb jedoch, bevor dies geschehen konnte, Anfang 1992.
Bei Godless wurde erstmals ein „Industrial-Touch“ bemerkt, solche Stilelemente wurden später von Danzig verstärkt aufgegriffen. Textlich bezog Danzig das Stück darauf, „wie das religiöse und politische Amerika miteinander verfilzt sind.“ Es gebe ein „eine Art religiöses Machtprinzip oder was auch immer, das darin besteht, jedem festgefügte Ideen auf Teufel komm raus reinzuwürgen.“ Stattdessen solle es jedem selbst überlassen bleiben, „wie er sein Leben gestaltet.“

## Rezeption
Mit Platz 24 in den Billboard 200 und Platz 20 in Deutschland ist Danzig III: How the Gods Kill das bis dato in den Charts höchstplatzierte Album der Band. Thomas Kupfer vom Magazin Rock Hard lobte die „gnadenlosen Grooves“ und schrieb: „Daß unterm Strich 9,5 Punkte für die Scheibe rauskommen, liegt allerdings vornehmlich an der Experimentierfreudigkeit des Maestros, daran, daß er es versteht, Tracks wie 'Anything' oder das Titelstück mittels geschickt eingesetzter Akustik-Parts einen dramatischen Touch zu verpassen.“ Steve Huey von Allmusic nannte Danzig III: How the Gods Kill das „definitive Danzig-Album“. Er vergab vier von fünf Sternen und die Auszeichnung „AMG Album Pick“.

## Titelliste
1. Godless – 6:52
2. Anything – 4:51
3. Bodies – 4:27
4. How the Gods Kill – 5:54
5. Dirty Black Summer – 5:11
6. Left Hand Black – 4:34
7. Heart of the Devil – 4:32
8. Sistinas – 4:26
9. Do You Wear the Mark – 4:50
10. When the Dying Calls – 3:33

Alle Stücke wurden von Glenn Danzig geschrieben.

## Gestaltung
Für das Cover wurde das 1976 entstandene Bild Meister und Margeritha des Schweizer Künstlers H.R. Giger übernommen. Für das Cover wurde das Bild leicht modifiziert, der erigierte Penis des „Meisters“ auf dem Bild wurde mit einem Dolch mit Gigers Interpretation von Danzigs Schädel-Logo bedeckt. Diese Version des Logos wurde auch für die Single Dirty Black Summer verwendet. Es kam in der Folge zu einem Rechtsstreit zwischen Giger und Danzig. Giger verklagte diesen auf Schadensersatz, da er sein Bild vertragswidrig für Merchandise-Artikel verwendet habe.